# Rebelión de la Sal

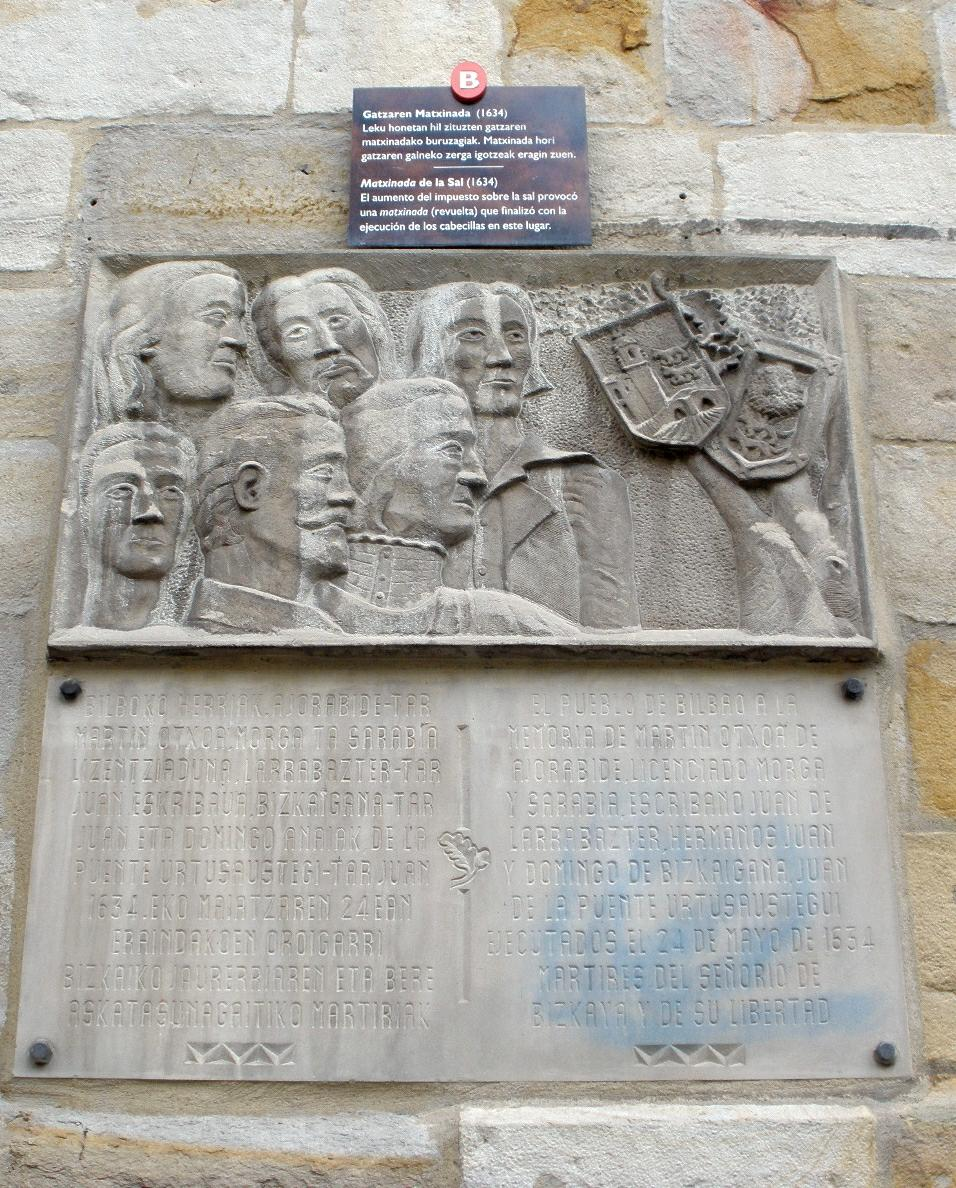
Placa en memoria de los cabecillas de la Rebelión de la Sal ejecutados en los muros de la Iglesia de San Antón (Bilbao).

La llamada Rebelión de la sal fue una revuelta o motín de subsistencias que se produjo en Vizcaya entre 1631 y 1634, a raíz de un conflicto económico sobre el precio y la propiedad de la sal almacenada en el Señorío de Vizcaya.
El origen de la rebelión fue la Real Orden del 3 de enero de 1631, por la que se elevaba el precio de la sal hasta un 44%, al tiempo que se ordenaba la requisa de toda la sal almacenada, que a partir de ese momento sólo podría ser vendida por la Real Hacienda. El motivo de esta medida, que contravenía los privilegios forales del Señorío y su exención fiscal, se debió a la necesidad de la Corona de los Austrias de mantener el costoso ejército en las guerras del norte de Europa.
Ante esta medida, que se unía a otras aprobadas con anterioridad —como la aplicación de tasas al comercio de la lana o los paños—, los campesinos y los burgueses reaccionaron contra los representantes de la autoridad real, llegando incluso a asesinar al procurador de la Audiencia del Corregidor en octubre de 1632. La revuelta llegó también a impedir la reunión de las Juntas Generales de Vizcaya de 1633, reclamando que se revocasen todos los impuestos abusivos, a juicio de los marineros y campesinos, y se volviese a la exención fiscal recogida en los Fueros. En este punto, la cuestión del embargo y el precio de la sal había quedado ya prácticamente olvidada.
La rebelión, que duró con intermitencias más de tres años, fue definitivamente sofocada en la primavera de 1634, cuando los principales cabecillas fueron detenidos y ejecutados. Con el fin de aplacar los ánimos, sin embargo, el rey optó por perdonar al resto de los rebeldes y suspender la orden original referente al precio de la sal.
En los alborotos, los amotinados sólo mataron a Domingo de Castañeda, que era el procurador de la audiencia del Corregidor.
Este acontecimiento está recordado en una placa adosada a una fachada de la Iglesia de San Antón de Bilbao.